# Karl August von Baden-Durlach

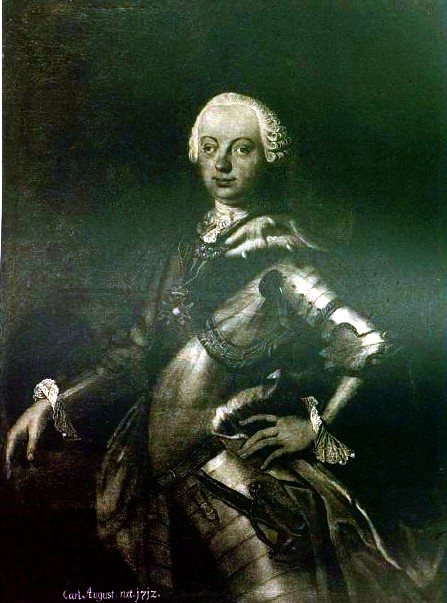
Karl August von Baden-Durlach

Carl August Johann Reinhard von Baden-Durlach (* 14. November 1712 in Durlach; † 31. Mai 1786 in Karlsruhe) war ab 1738 als Landesadministrator Vorsitzender in der Vormundschaftsregierung für den unmündigen Markgrafen Karl Friedrich, die nach dem Tod von dessen Vorgänger Karl III. Wilhelm einberufen wurde und bis 1746 die Herrschaft in der Markgrafschaft Baden-Durlach ausübte.

## Leben
Karl August war der Sohn von Christoph von Baden-Durlach und Marie Christine Felizitas zu Leiningen-Dagsburg-Falkenburg-Heidesheim (* 30. Dezember 1692; † 3. Juni 1734), der Tochter des Grafen Karl August zu Leiningen-Dagsburg-Falkenburg-Heidesheim. Karl August wurde am Hof seines Onkels Markgraf Karl III. Wilhelm von Baden-Durlach erzogen und studierte später vier Jahre in Lausanne.

### Der Regent
Nach dem Tod von Markgraf Karl III. Wilhelm von Baden-Durlach am 12. Mai 1738 trat Karl August als ältester Agnat des Hauses Baden-Durlach entsprechend dem Testament seines Onkels zusammen mit dessen Witwe Magdalena Wilhelmine von Württemberg in die vormundschaftliche Regierung für seinen Neffen 2. Grades, Karl Friedrich ein.
Gerade weil sich die Wogen aus der Auseinandersetzung mit Durlach aufgrund der Verlegung der Residenz nach Karlsruhe (1718) noch nicht geglättet hatten und die Witwe des Stadtgründers der Vormundschaftsregierung ebenfalls angehörte und noch in Durlach in der Karlsburg residierte, erhofften sich die Durlacher eine Rückverlegung in die alte Residenzstadt.
Karl August dagegen entschied sich, nach Karlsruhe in das Schloss umzuziehen. Der Regentschaftsrat bestätigte den Karlsruhern die Privilegien, die sie im Zusammenhang mit dem Neubau der Stadt erhalten hatten. Das Schloss wurde jedoch deutlich verändert. Die installierten Lustbarkeiten, auch die von Karl Wilhelm gehaltenen „Tulpen“- oder Freudenmädchen, mussten weichen. Der Schlossplatz wurde Paradeplatz.
Die Regierungsgeschäfte waren dem Hofratspräsidenten von Üxküll übertragen. Als größter Erfolg der Vormundschaftsregierung ist der 1741 erfolgte Vergleich mit Maria Theresia anzusehen, in dem diese auf alle Hoheits- und Lehensansprüche Österreichs bzgl. der Landgrafschaft Sausenberg, sowie der Herrschaften Rötteln und Badenweiler gegen eine Geldzahlung verzichtete. Damit wurde eine jahrhundertealte Bedrohung Badens beseitigt. Zudem wurde auch die bisher vorderösterreichische Hälfte des Dorfes Grenzach erworben. Man verstand es offenbar die schwierige Lage Maria Theresias zu Beginn des österreichischen Erbfolgekriegs zu nutzen.
Auch mit Kurfürst Karl Philipp von der Pfalz konnte 1740 dessen Verzicht auf Rechte an Pforzheim, Stein und Graben ausgehandelt werden.
Der Regentschaftsrat übergab die Regierungsgeschäfte am 22. November 1746 an Markgraf Karl Friedrich nach dessen Mündigkeitserklärung durch den Kaiser.

### Die militärische Laufbahn
Karl August war seit 1735 Generalwachtmeister, seit 1742 Generalfeldmarschallleutnant und seit 1760 Reichsgeneralfeldmarschall der Reichsarmee.
1749–1752 war Karl August Oberkommandeur des württembergischen Armeekorps.
Karl August nahm am Siebenjährigen Krieg teil und kommandierte in der Schlacht bei Roßbach ein Korps der Reichsarmee.

## Ehe und Nachkommen
Karl August ging 1773 mit Juliane Schmid (1753–1815) eine morganatische Ehe ein; die Kinder aus dieser Ehe erhielten den Namen von Ehrenberg.
- Christoph August von Ehrenberg (* 14. September 1773; † 12. Oktober 1839 in Bruchsal)
- August von Ehrenberg (* 1776; † 1813 in Vilnius); bei den badischen Truppen der Großen Armee Napoleons in Russland gefallen[6]
- Wilhelmine von Ehrenberg (* 15. September 1780 in Durlach; † 8. November 1854 in Karlsruhe) heiratete 1804 in Karlsruhe Oberst Ludwig von Cancrin
- Karl Ernst Ludwig von Ehrenberg (* 1783 in Durlach; † 1817 in Heidelberg) heiratete 1809 in Massenbach die Freiin Friederike Christine Eleonore von Massenbach (* 1786 in Usingen; † 1855 in Heidelberg)
- Ludwig Friedrich von Ehrenberg († 1786 in Durlach)[7]
- Karoline Auguste von Ehrenberg (* 1781 in Durlach)[7]
- Katharina Ludowika von Ehrenberg (* 1785 in Durlach; † 1806 in Karlsruhe)[7]